# Amitar
Amitar es una variedad cultivar de ciruelo (Prunus domestica), de las denominadas ciruelas europeas.
Una variedad de ciruela criada en 1964 en el Centro de Investigación Polli Garden, Tartu, como cruce de 'Aamisepa 5' x 'Tartu kaunitar'.
Las frutas de tamaño medio a grande de forma redondeada, su epidermis con un color principal amarillo verdoso, con manchas y puntos rojo a violeta más grandes o más pequeños, con pruina, y pulpa de color amarillo verdoso, textura crujiente, buen sabor agridulce. Tolera las zonas de rusticidad según el departamento USDA, de nivel 5 a 8.

## Historia
'Amitar' variedad de ciruela europea que fue obtenida en 1964 por los investigadores Arthur Jaama y Eevi Jaama en el Centro de Investigación Hortícola Polli, dependiente del "Departamento de Ciencias de la Vida" de la Universidad de Tartu, siendo el resultado del cruce efectuado de 'Aamisepa 5' como "Parental Madre" x  polen de 'Tartu kaunitar' como "Parental Padre".
De las plantas cultivadas a partir de semillas, se eligieron de entre ellas una de frutos más grandes, que en la prueba de comparación de variedades fue aceptada en la norma nacional en 1982. Sin embargo, no fue recomendado para la cría debido a deficiencias que se revelaron más tarde.

## Características
'Amitar' es un árbol de porte erguido, robusto, es de mediana altura. Rendimiento medio, se auto fertiliza satisfactoriamente con su propio polen. La resistencia al invierno es media, y el daño causado por el tizón de las hojas y la mancha plateada es promedio. Flor blanca, que tiene un tiempo de floración que comienza a partir del 21 de abril con el 10% de floración, para el 26 de abril tiene una floración completa (80%), y para el 3 de mayo tiene un 90% de caída de pétalos.
'Amitar' tiene una talla de tamaño medio a grande de 25 a 45 g, redondeada, su epidermis con un color principal amarillo verdoso, con manchas y puntos rojo a violeta más grandes o más pequeños, con pruina; pedúnculo de longitud mediano, fuerte, con una longitud promedio de 11.05 mm; pulpa de color amarillo verdoso, textura crujiente, buen sabor agridulce. En seguimiento como promedio los azúcares representan una media del 9,9% en los análisis de laboratorio químico de Polli, ácido 1,38% y vitamina C 9 m% (Jaama, A. y E., 1990).
Hueso no adherente, grande, alargado, asimétrico, con el surco dorsal muy ancho y profundo, los laterales más superficiales, zona ventral poco sobresaliente, superficie rugosa.
Su tiempo de recogida de cosecha se inicia en su maduración en veranos cálidos a finales de agosto, si no, en la primera quincena de septiembre. Durante la temporada de lluvias, la piel del fruto se agrieta.

## Usos
Se usa comúnmente como postre fresco de mesa buena ciruela de postre de fines de verano. Tiene también aplicaciones culinarias sobre todo para hacer compota, en la preparación la piel se desprende por completo.